# Erioptera minuta
Erioptera minuta là một loài ruồi trong họ Limoniidae. Chúng phân bố ở miền Cổ bắc.